# ستيفانو فيراري
ستيفانو فيراري (بالإيطالية: Stefano Ferrari)‏ (1 يناير 1921 ميلانو إيطاليا - ) هو لاعب كرة قدم إيطالي، يلعب كمهاجم، لعب 134 مباراة وسجل 32 هدف.

## مسيرته

### مسيرته مع الأندية
- 1938 - 1949 لعب مع نادي سيرينيو كالتشيو 1913 35 مباراة سجل خلالها 8 أهداف.
- 1943 - 1944 لعب مع نادي بريشيا 3 مباريات سجل خلالها 3 أهداف.
- 1946 - 1948 لعب مع نادي روما 47 مباراة سجل خلالها 13 هدف.
- 1949 - 1955 لعب مع Associazione Sportiva Dilettanti Carbonia Calcio  [لغات أخرى]‏ 49 مباراة سجل خلالها 8 أهداف.